# Filip Dewulf
Filip Dewulf (Mol, 15 maart 1972) is een Belgisch voormalig tennisser en sportverslaggever. Zijn hoogste plaats op de ATP-ranglijst was de 39e (op 15 september 1997).
Hij slaagde erin om in zijn tenniscarrière 2 enkeltitels en 1 dubbeltitel te behalen.
In het internationale circuit ging hij door voor een grijze muis maar hij verbaasde de tenniswereld in 1997. Vanuit de kwalificaties behaalde hij de halve finale van Roland Garros, waar hij het moest opnemen tegen de latere winnaar Gustavo Kuerten. Daarvoor had hij al wel groten als Àlex Corretja, Albert Portas en Magnus Norman verslagen. Hiermee werd hij de 2e Belg ooit (na Jacky Brichant in Roland Garros in 1958) in de halve finale van een grandslamtoernooi. In 1998 deed hij dit huzarenstukje bijna over, maar nu stuitte hij in de kwartfinale op Àlex Corretja.
In 2001 beëindigde hij zijn tenniscarrière en ging hij aan de slag als reporter bij Het Laatste Nieuws. Dewulf woont in Leopoldsburg. Hij is nog steeds actief in de sportwereld, meer bepaald als voetballer bij FC Bos, een caféploeg uit Tessenderlo.

## Titels (3)
| Legende                |
| Grand Slam (0)         |
| Tennis Masters Cup (0) |
| ATP Masters Series (0) |
| ATP Tour (2)           |

### Enkel (2)
| No. | Datum           | Gewonnen toernooi     | Speler verslagen in de finale | Score           |
| 1.  | 22 oktober 1995 | Wenen, Oostenrijk     | Thomas Muster (Oostenrijk)    | 7-5 6-2 1-6 7-5 |
| 2.  | 27 juli 1997    | Kitzbühel, Oostenrijk | Julian Alonso (Spanje)        | 7-6(2) 6-4 6-1  |

### Dubbel (1)
- 1993: Umag

## Palmares
| Legenda                       |
| ----------------------------- |
| Grand Slam                    |
| Olympische Spelen             |
| Tennis Masters Cup            |
| ATP Masters Series            |
| ATP International Series Gold |
| ATP International Series      |

### Dubbelspel
| nr.                               | finaledatum       | toernooi   | ondergrond | partner      | tegenstanders               | score         |  |
| --------------------------------- | ----------------- | ---------- | ---------- | ------------ | --------------------------- | ------------- |  |
| Gewonnen challengers heren dubbel |                   |            |            |              |                             |               |  |
| 1.                                | 23 augustus 1992  | Genève     |            |              |                             |               |  |
| 2.                                | 20 september 1992 | Casablanca |            |              |                             |               |  |
| 3.                                | 7 februari 1993   | Lippstadt  |            |              |                             |               |  |
| 4.                                | 22 augustus 1993  | Graz       | Gravel     | Tom Vanhoudt | Jordi Arrese Francisco Roig | 6-7, 6-2, 6-3 |  |

## Prestatietabel
| Legenda | Legenda                          |
| ------- | -------------------------------- |
| g.t.    | geen toernooi gehouden           |
| l.c.    | lagere categorie                 |
| –       | niet deelgenomen                 |
| G       | uitgeschakeld in de groepsfase   |
| 1R      | uitgeschakeld in de eerste ronde |
| 2R      | uitgeschakeld in de tweede ronde |
| 3R      | uitgeschakeld in de derde ronde  |
| 4R      | uitgeschakeld in de vierde ronde |
| KF      | uitgeschakeld in de kwartfinale  |
| HF      | uitgeschakeld in de halve finale |
| F       | de finale verloren               |
| W       | het toernooi gewonnen            |
| w-v     | winst/verlies-balans             |

### Prestatietabel grand slam, enkelspel
| Toernooi              | 1994 | 1995 | 1996 | 1997 | 1998 |
| --------------------- | ---- | ---- | ---- | ---- | ---- |
| Australian Open       | 2R   | 1R   | 2R   | 2R   | 1R   |
| Roland Garros         | –    | –    | 1R   | HF   | KF   |
| Wimbledon             | –    | 1R   | 2R   | 1R   | 2R   |
| US Open               | –    | –    | 1R   | 1R   | 1R   |
| Ranking einde seizoen | 134  | 65   | 96   | 41   | 55   |

### Prestatietabel grand slam, dubbelspel
Dewulf speelde tijdens grand slams nooit in het dubbelspel.